# St. Thomas (Missouri)
St. Thomas – miasto w Stanach Zjednoczonych, w stanie Missouri, w hrabstwie Cole.